# Die Heirat (Gogol)
Die Heirat (russisch Женитьба) ist eine Komödie in zwei Aufzügen von Nikolai Gogol. Sie erschien zuerst 1842 im vierten Band der Gogol-Werkausgabe und trug den Untertitel „Eine ganz unwahrscheinliche Begebenheit in zwei Aufzügen (geschrieben 1833)“. Die Uraufführung fand am 9. Dezember 1842 in Sankt Petersburg im Alexandrinski-Theater statt, die Erstaufführung für Moskau am 5. Februar 1843.

## Inhalt
Erster Aufzug: Der Hofrat und Junggeselle Iwan Kusmitsch Podkolessin möchte sich verheiraten und hat zu diesem Zweck eine Brautwerberin engagiert (Fjokla Iwanowna), die eine für ihn passende Frau suchen soll. Podkolessin ist schon länger auf Brautschau, doch er gefällt sich in seiner Unentschlossenheit, und so kam es bisher nicht zur Heirat. Die Brautwerberin trifft ein und präsentiert ihm den Namen einer Kandidatin: Agafja Tichonowna.
Podkolessins Freund Kotschkarjow erscheint ebenfalls und erfährt von den Hochzeitsplänen. Er hat seine eigene Verheiratung ebenfalls den Diensten Fjokla Iwanownas zu verdanken und ist zutiefst unglücklich mit seinem nunmehrigen Ehestand. Er möchte unbedingt, dass sein Freund auch verheiratet werde, und beschließt, die Sache selbst in die Hand zu nehmen. Er erfragt von Fjokla Iwanowna die Adresse der möglichen Braut und schickt die Brautwerberin weg.
Diese begibt sich ins Haus der heiratswilligen Kaufmannstochter Agafja Tichonowna, wo sie außer auf Agafja selbst noch auf ihre Tante Arina Pantelejmonowa trifft und das Erscheinen von sechs Freiern ankündigt. Nacheinander treffen Jaitschniza, Anutschkin und Shewakin ein, allesamt zwielichtige Freier, die auf eine gute Partie aus sind und vor sich hin bramarbasieren. Als Nächstes treffen Kotschkarjow und Podkolessin ein, schließlich noch der Tuchkaufmann Starikow. Alle setzen sich, und der korpulente Exekutor Jaitschniza (der Name bedeutet übersetzt ‚Rührei‘ oder ‚Spiegelei‘) dringt darauf, dass sich die junge Frau sofort entscheide, wen sie heirate. Agafja ist von der ganzen Situation so peinlich berührt, dass sie den Raum verlässt.
Zweiter Aufzug: Sobald sie allein sind, versucht Kotschkarjow, den anderen Freiern Agafja abspenstig zu machen. Später überzeugt Kotschkarjow dann Agafja, unbedingt seinen Freund Podkolessin als Bräutigam zu wählen. Als die anderen Freier wieder auftauchen, werden sie allesamt abgewiesen und treten erzürnt ab. Unter der Regie von Kotschkarjow küssen sich Agafja und Podkolessin schließlich und vereinbaren die Hochzeit, die gleich im Anschluss stattfinden soll – Kotschkarjow hat schon alles geregelt.
Während sich die Braut ankleidet, sinniert Podkolessin über seine bevorstehende Ehe. Zunächst scheint er zufrieden, am Ziel seiner Wünsche, doch seine Gedanken drehen ab, seine Unentschlossenheit übermannt ihn wieder. Schließlich springt er aus dem Fenster und fährt mit einer Kutsche davon.
Alle suchen nach ihm, bis feststeht, dass er tatsächlich das Weite gesucht hat. Das Stück endet damit, dass sich die Brautwerberin Fjokla über die Brautwerbefähigkeiten des großspurigen Kotschkarjows lustig macht.

## Adaptionen
Modest Mussorgski komponierte 1868 die unvollendet gebliebene komische Oper Die Heirat nach Motiven aus Gogols Komödie.

## Hörspiele
- 1946: Die Brautschau. Bearbeitung und Regie: Karlheinz Schilling. Sprecher: Claire Kaiser, Fränze Roloff, Lotte Barthel, Rudolf Reiff u. a. (Radio Frankfurt)
- 1947: Die Heirat. Bearbeitung und Regie: Walter Ohm. Sprecher: Nicht bekannt. (Radio München)
- 1949: Die Brautschau. Bearbeitung: Ewald Horst Hagen. Regie: Werner Wieland. Sprecher: Lotte Molter, Maximilian Larsen, Jo Simeth, Hanna Lantes u. a. (Mitteldeutscher Rundfunk (1946–1952))
- 1952: Die Heirat. Bearbeitung: Werner Stewe, Heinz Kahlow. Regie: Gottfried Herrmann. Sprecher: Willy A. Kleinau, Franz Kutschera, Werner Peters, Raimund Schelcher u. a. (Deutschlandsender)
- 1952: Pott will freen. (Niederdeutsche Fassung) Bearbeitung: Paul Schurek. Regie: Eberhard Freudenberg. Sprecher: Carl Schenck, Heinrich Schmidt-Barrien, Georg Gläseker, Hanna Larsen u. a. (RB)
- 1953: Die Brautschau. Bearbeitung: Ernst Drolinvaux. Regie: Jöns Andersson. Sprecher: Evy Gotthardt, Inge Meysel, Mila Kopp, Joseph Offenbach u. a. (NWDR)
- 1958:  Pott will heiraten. (Niederdeutsche Fassung) Bearbeitung: Paul Schurek. Regie: Hans Tügel. Sprecher: Otto Lüthje, Hans Fitze, Aline Bußmann, Erna Raupach-Petersen u. a. (NWDR Hamburg)
- 1959: Die Heirat. Bearbeitung: Ingrid Tinzmann. Regie: Walter Knaus. Sprecher: Wolfgang Schirlitz, Ernst Ronnecker, Dierk Hardebeck, Luise Franke-Booch u. a. (SDR)
- 1974: Heiratskomödie. Bearbeitung: Alfred Hartner. Regie: Ferry Bauer. Sprecher: Gretl Elb, Theo Frisch-Gerlach, Romuald Pekny, Susanne Ruppik, Jochen Brockmann u. a. (ORF Oberösterreich)

## Verfilmungen
- 1936: „Женитьба“ von Lenfilm (Regisseur: Erast Garin). Mit Nina Latonina als Agafja Tichonowna und Erast Garin als Iwan Podkolessin.  IMDb ID 0028530. Kopien des Films sind nicht erhalten.
- 1977: „Женитьба“ von Lenfilm (Regisseur: Witalij Melnikow). Mit Swetlana Krjutschkowa als Agafja Tichonowna und Aleksej Petrenko als Iwan Podkolessin. IMDb ID 0076954